# 帆拱

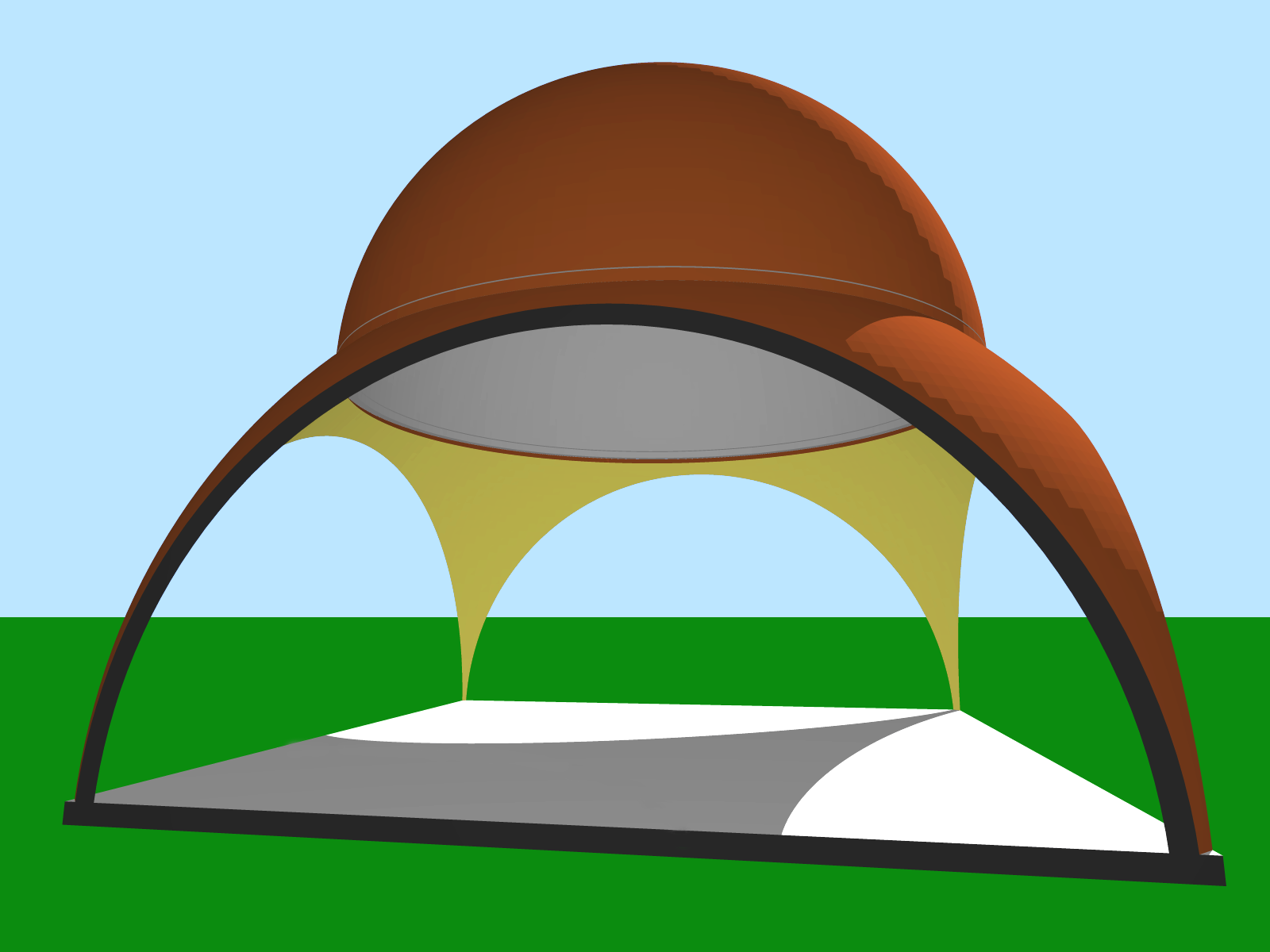
帆拱概念图，可见正方形平面通过三角形球面与上方穹顶过渡

帆拱（Pendentive），是拜占庭建筑的一种常见结构，用于正方形平面与半球状穹顶之间的良好过渡。

## 结构形态
在平面正方形四个顶点处竖立四个墩柱，柱墩上端沿着正方形四条边长做拱券，再在四个垂直拱券之间砌筑以方形平面对角线为直径的穹顶，形成四个三角形的球面，整体形似一个完整的穹顶的四边被发券切割后剩余的部分。由于柱子顶部三角形的球面形似风吹动的船帆，因此得名帆拱。

## 优势
- 形态方面，使穹顶与墙体之间的过渡更加平滑简洁，使穹顶空间更加自由灵活。
- 结构方面，将荷载集中在四角的支柱上，从而不需要连续的承重墙。
- 形制方面，切合了东正教教堂希腊十字形、向心集中式的形制。[3][4]

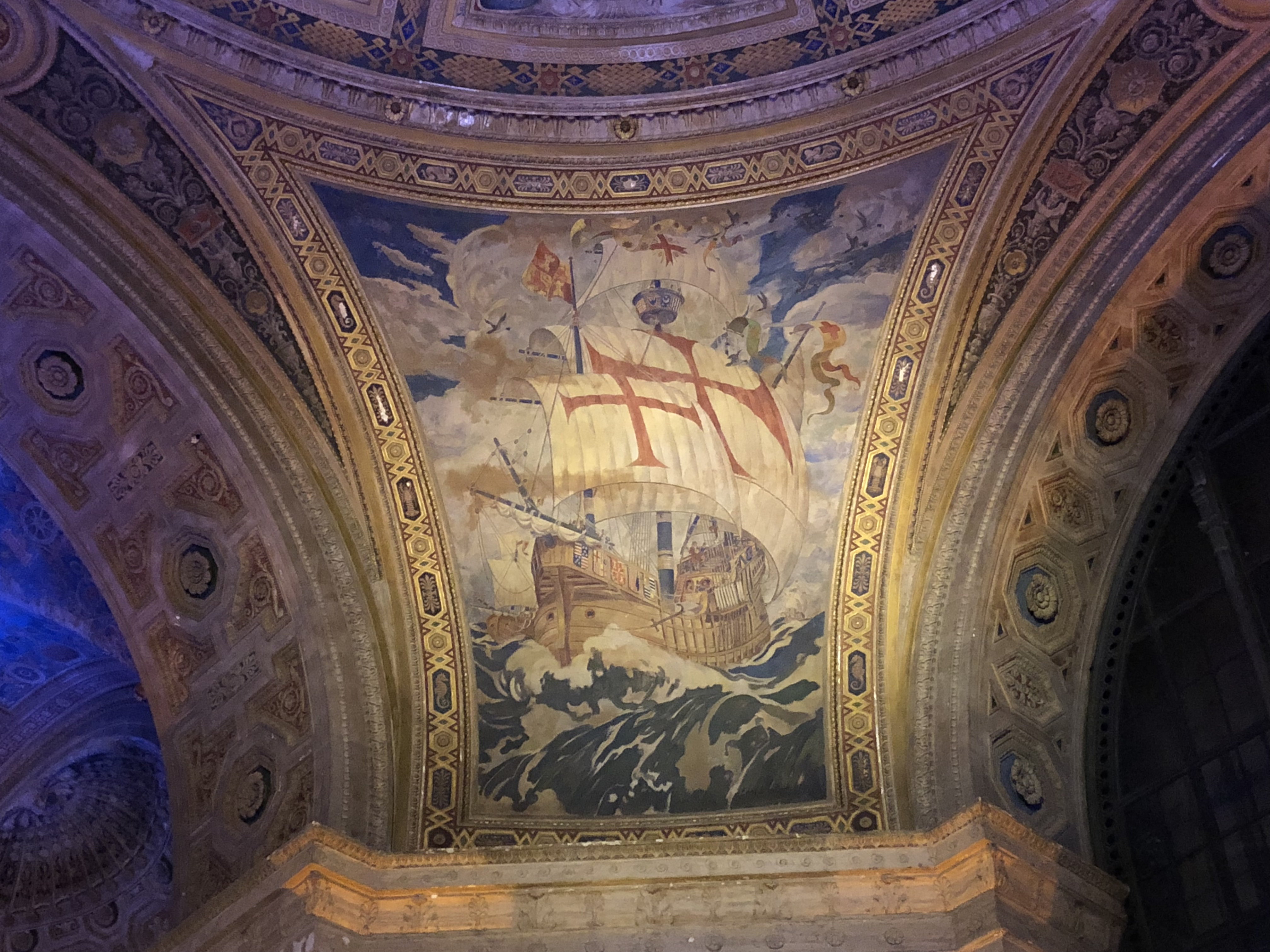
绘有图案的帆拱

## 经典建筑
- 圣索菲亚大教堂（希臘語： Ἁγία Σοφία），建于公元532-537年，被认为是拜占庭建筑最光辉的代表。[1]
- 圣维塔莱教堂（義大利語：Basilica di San Vitale），建于公元526-527年
- 富爾內克的聖三一教堂（英语：Holy Trinity Church, Fulnek）（Trinity Church）
- 奧赫里德的聖克萊蒙特教堂

## 图集

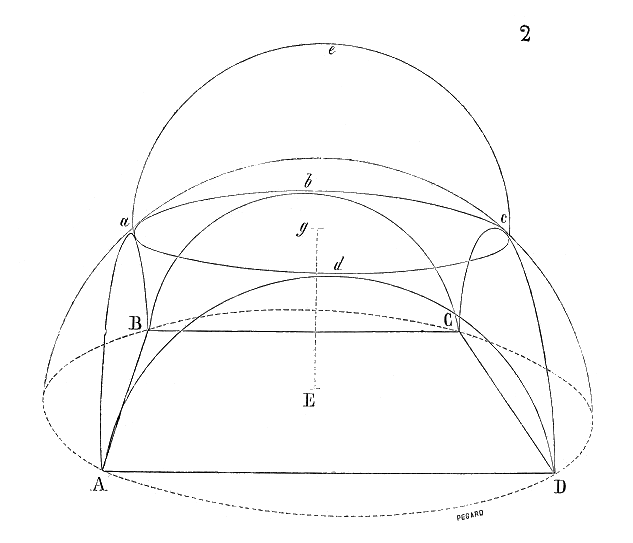
帆拱的几何构造
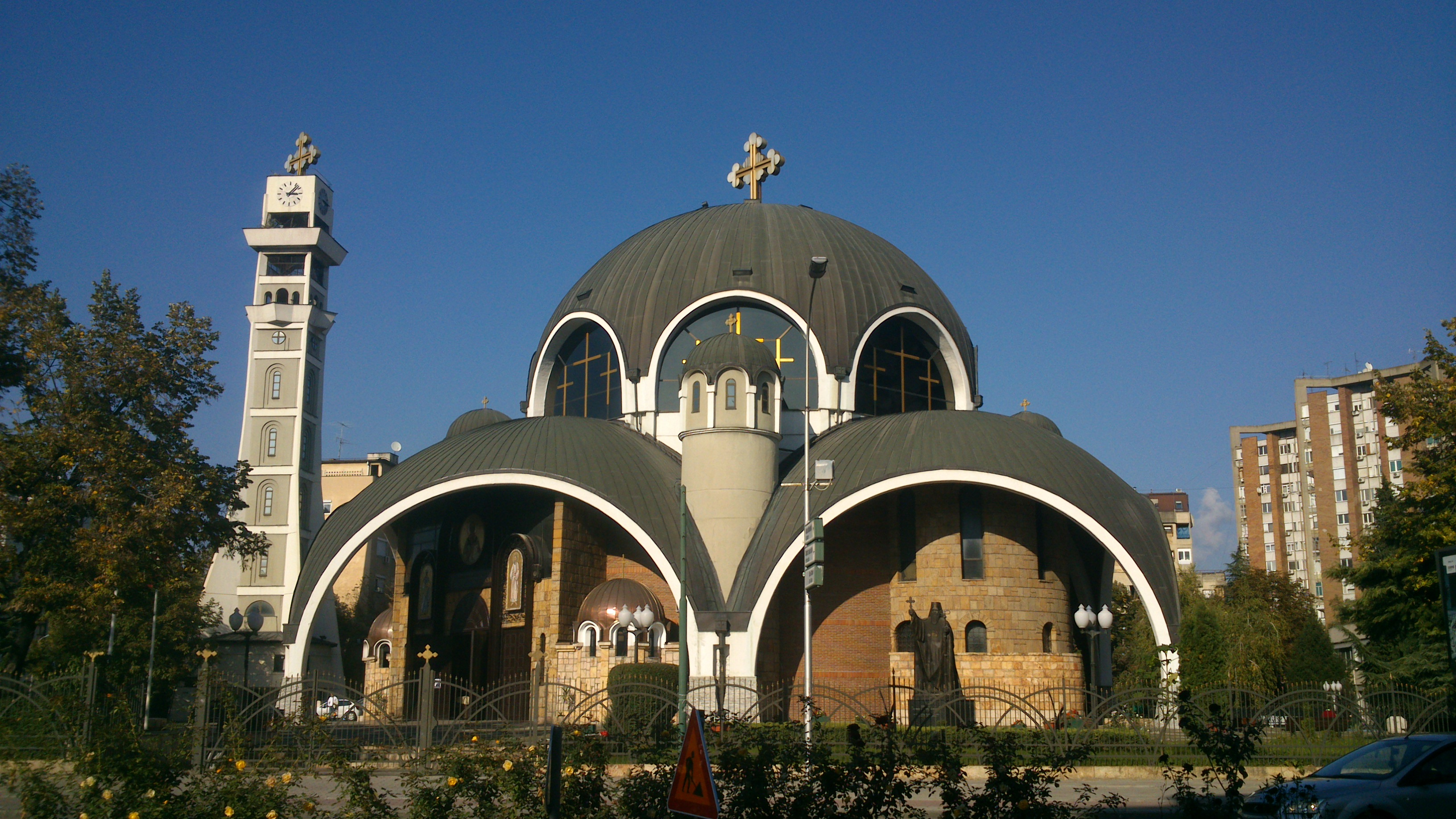
奧赫里德的聖克萊蒙特教堂的帆拱
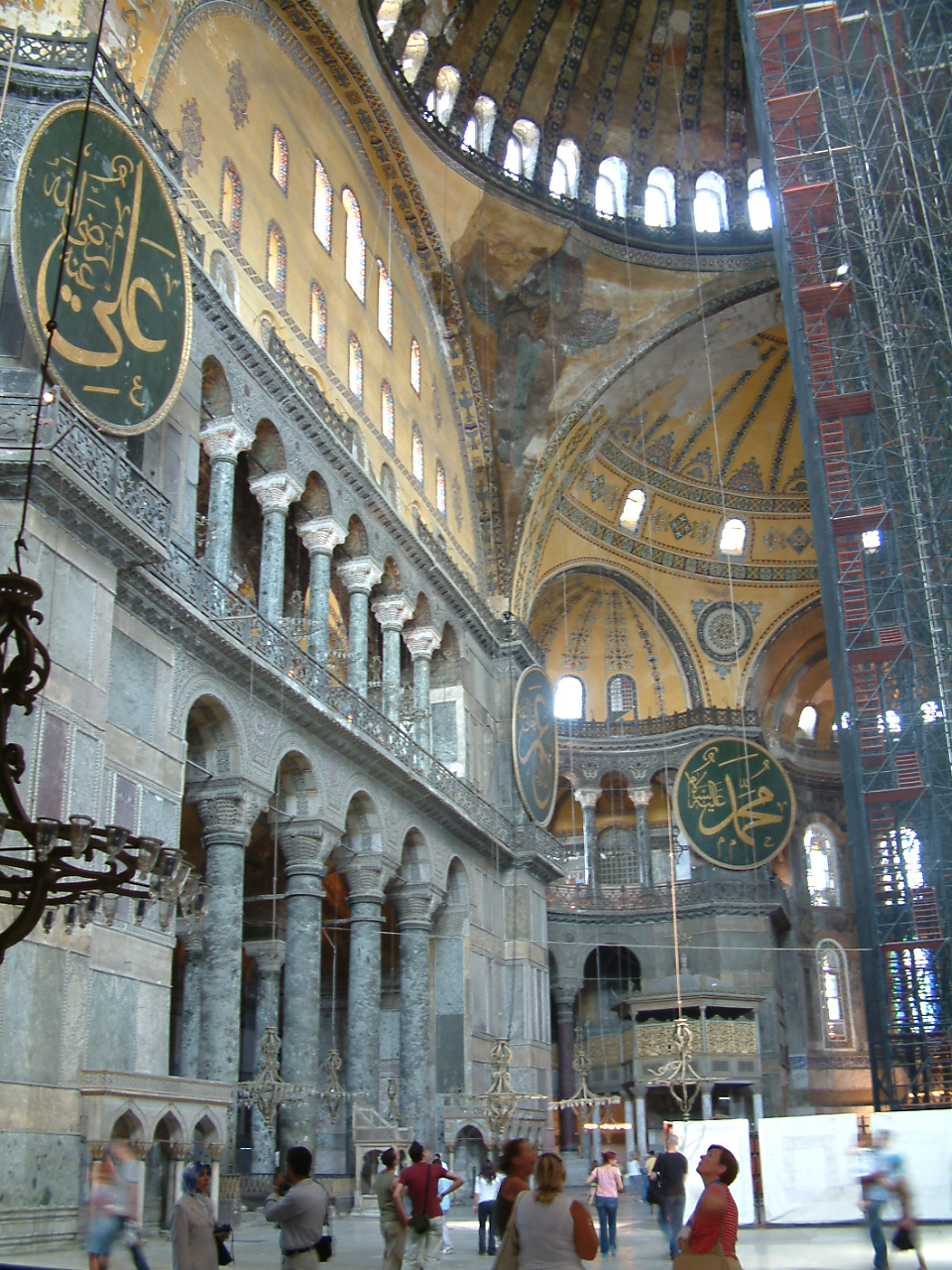
圣索菲亚大教堂的帆拱局部
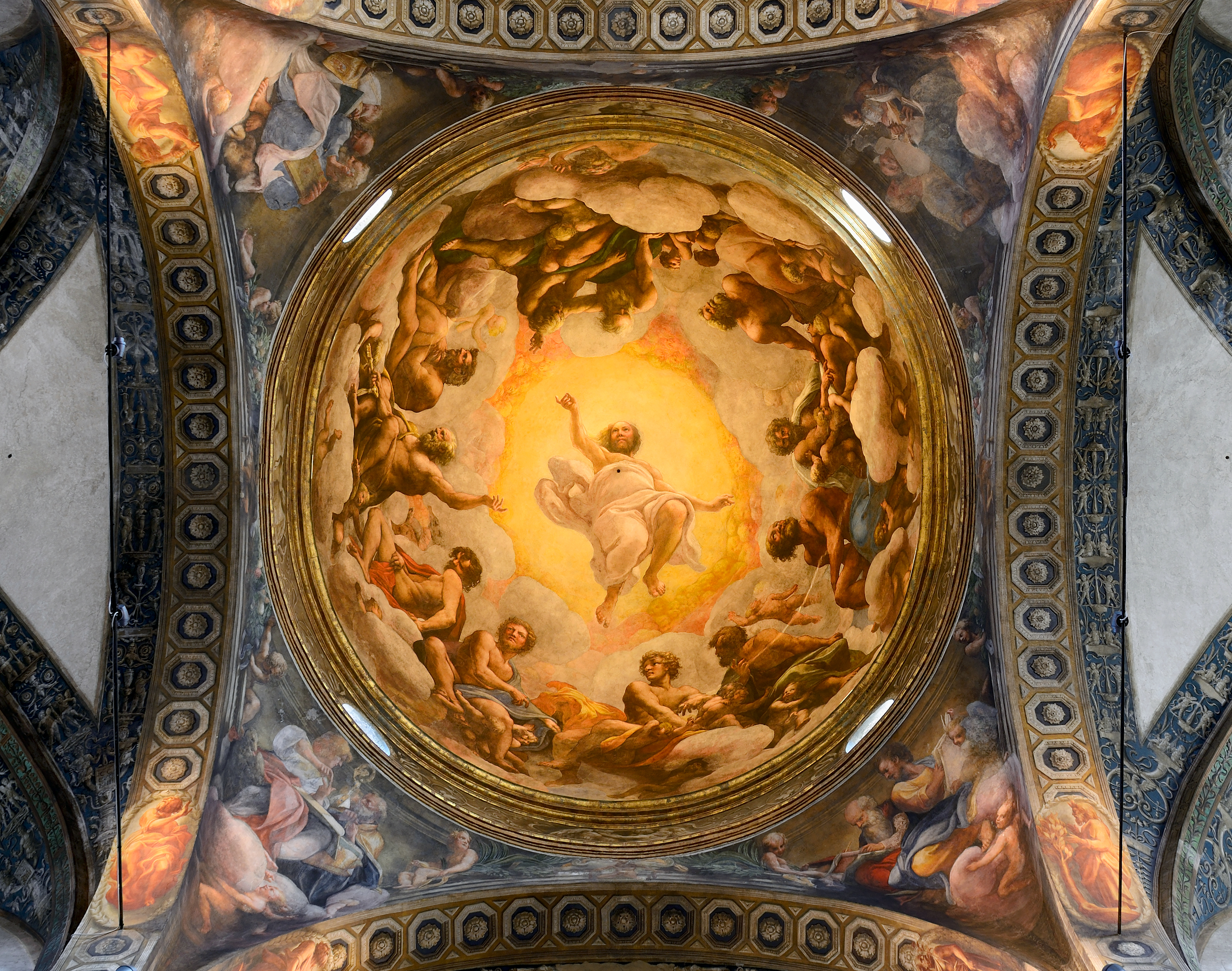
圣若望堂的帆拱
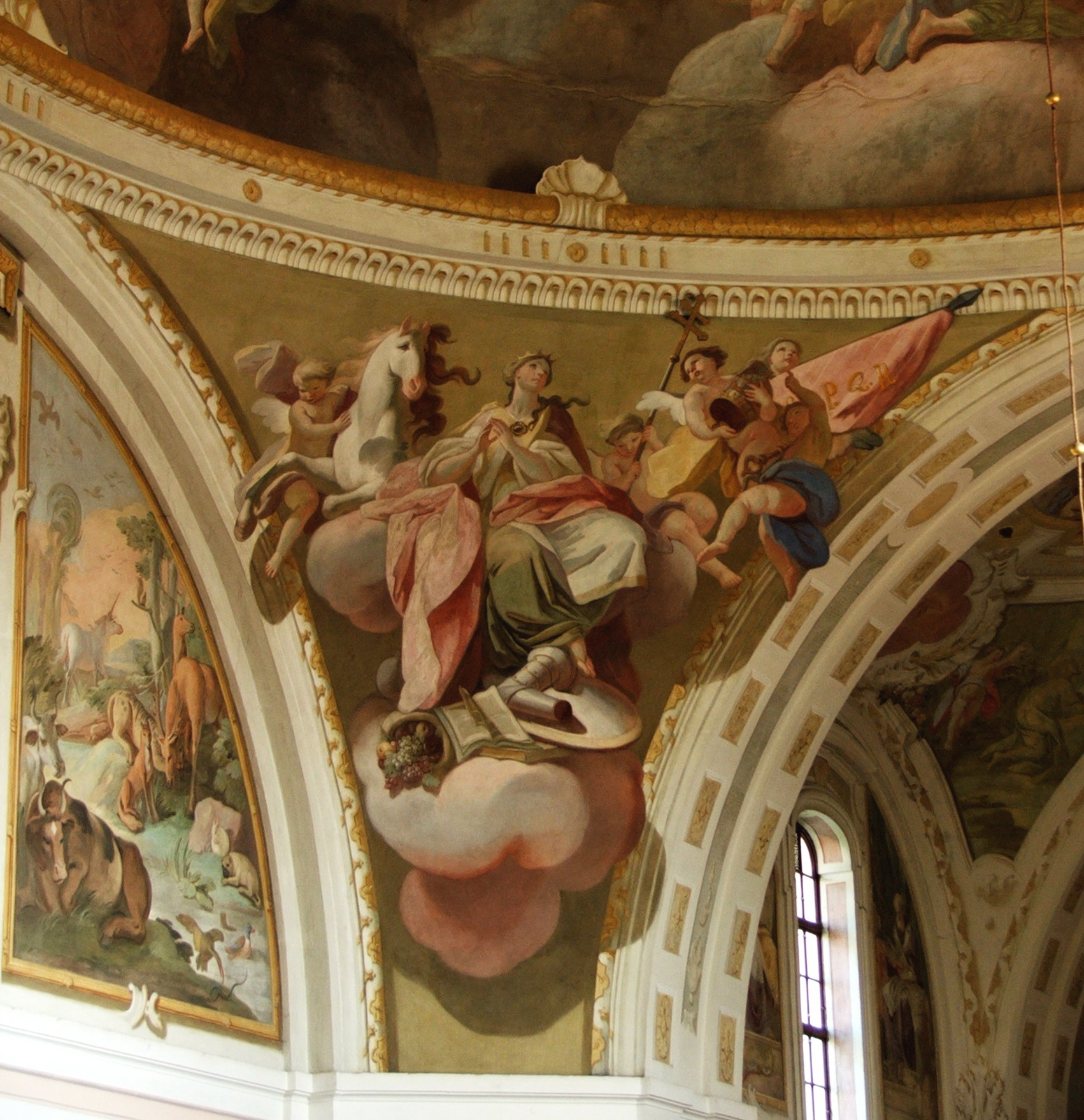
富爾內克圣三一教堂的帆拱
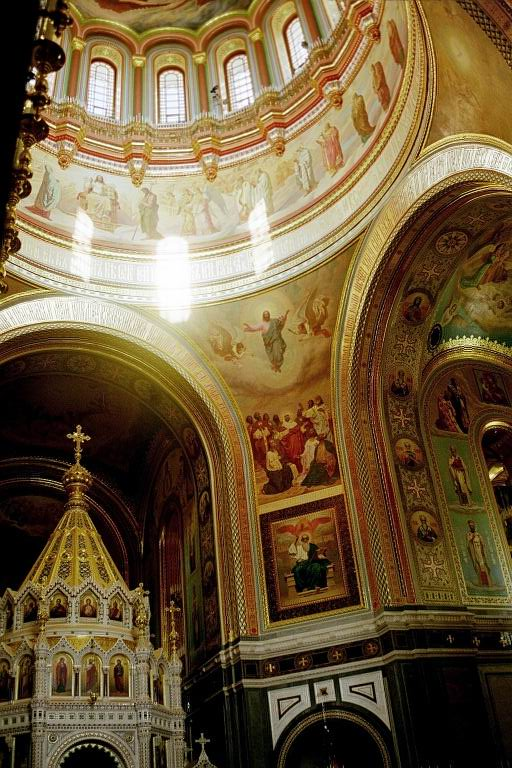
Moskau erloeserkathedrale的帆拱内部

圣索菲亚大教堂外观，可见圆形穹顶与下方正方形基座的过渡